# Dominio fitogeográfico chaqueño

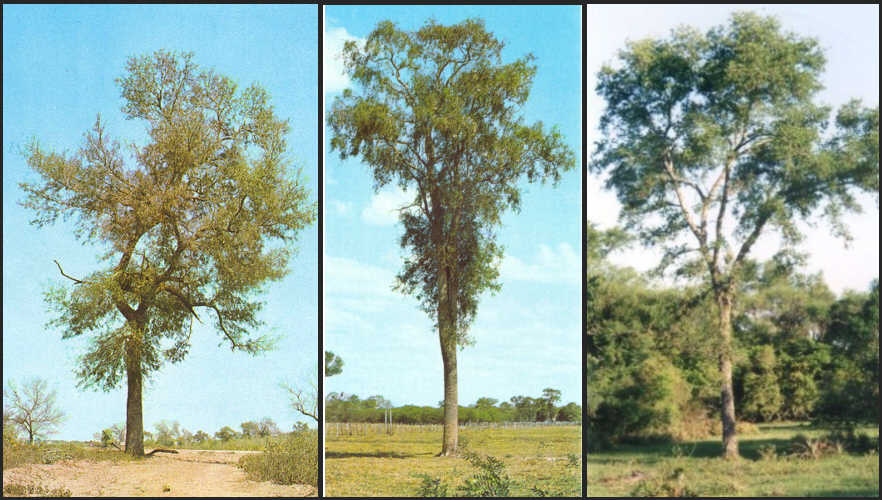
Árboles característicos de la Provincia fitogeográfica Chaqueña, desde la izquierda: Quebracho colorado santiagueño, Quebracho blanco, Quebracho colorado chaqueño.

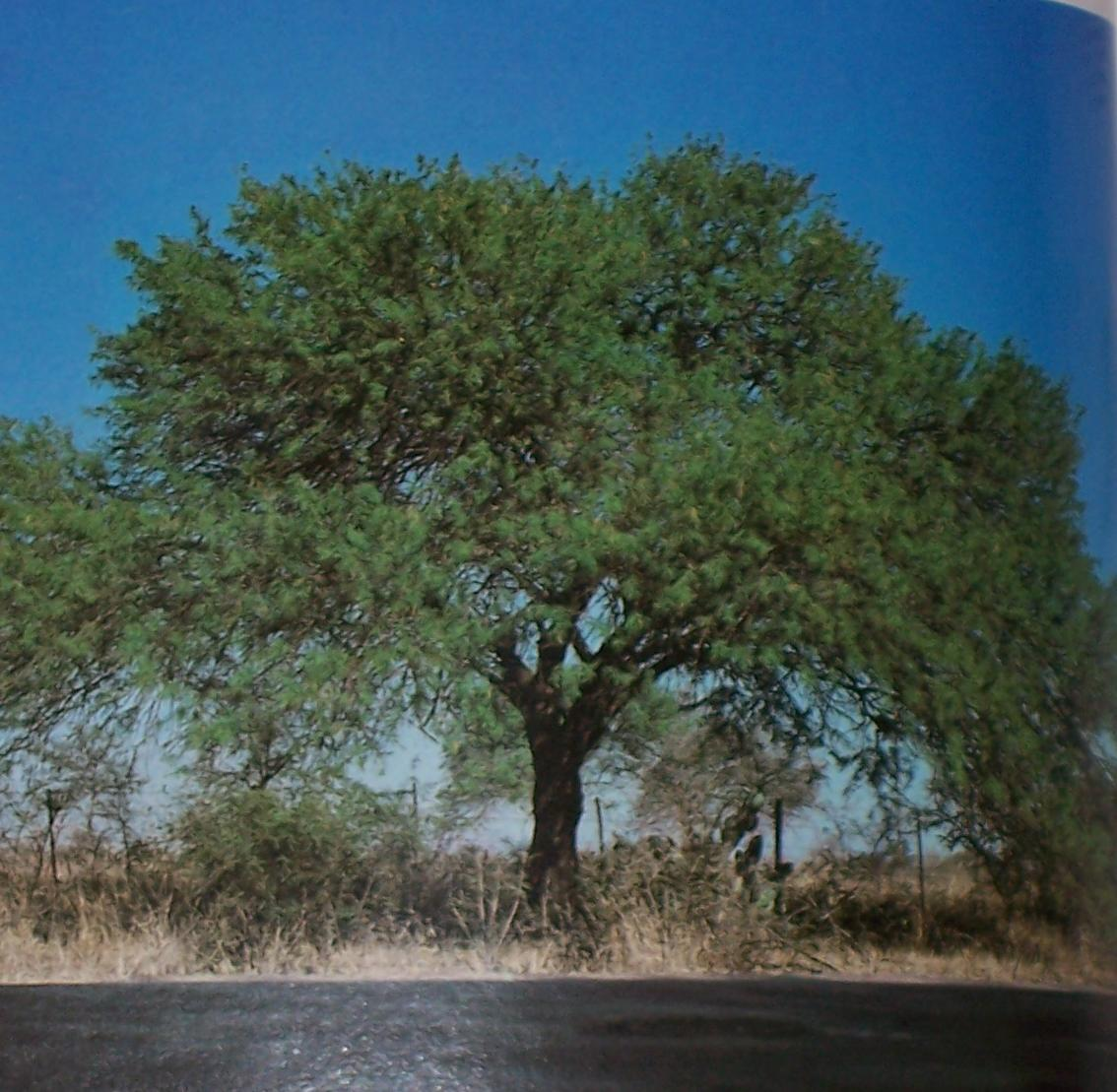
El algarrobo negro.

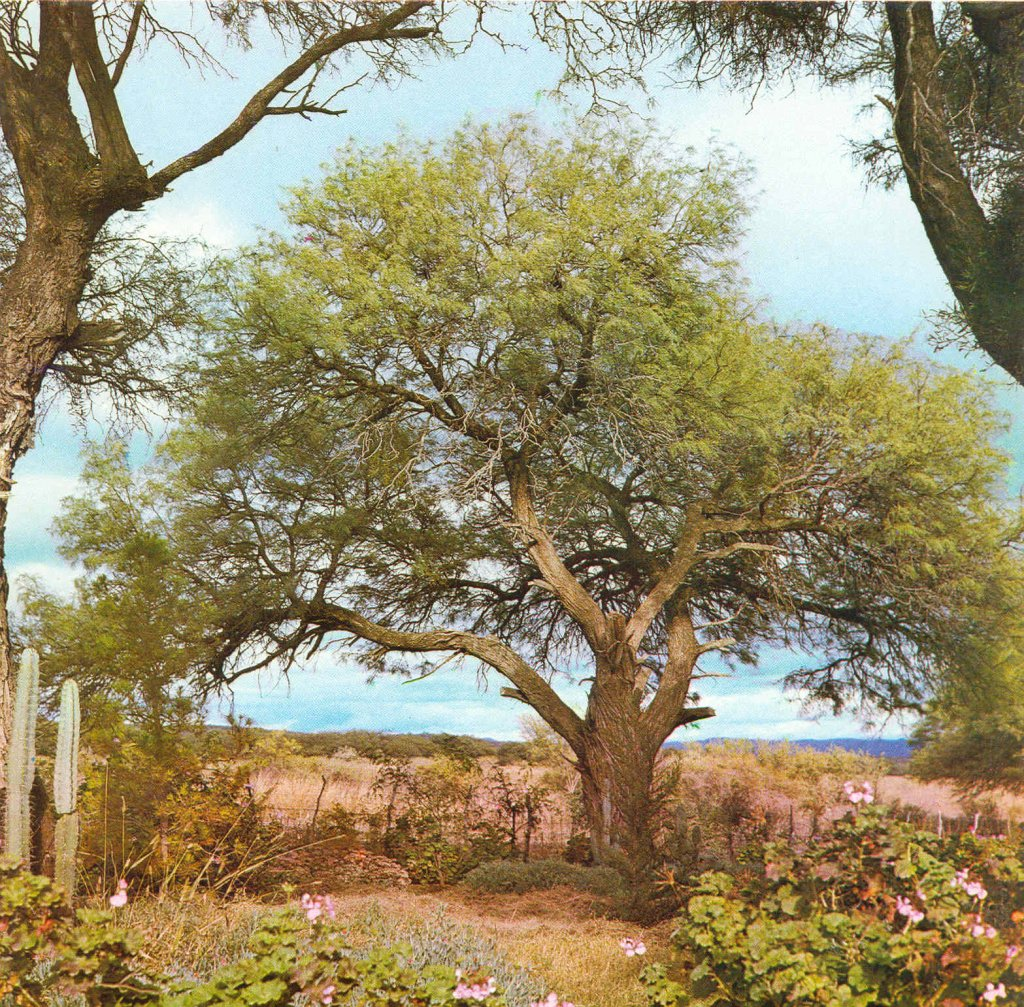
El algarrobo blanco.

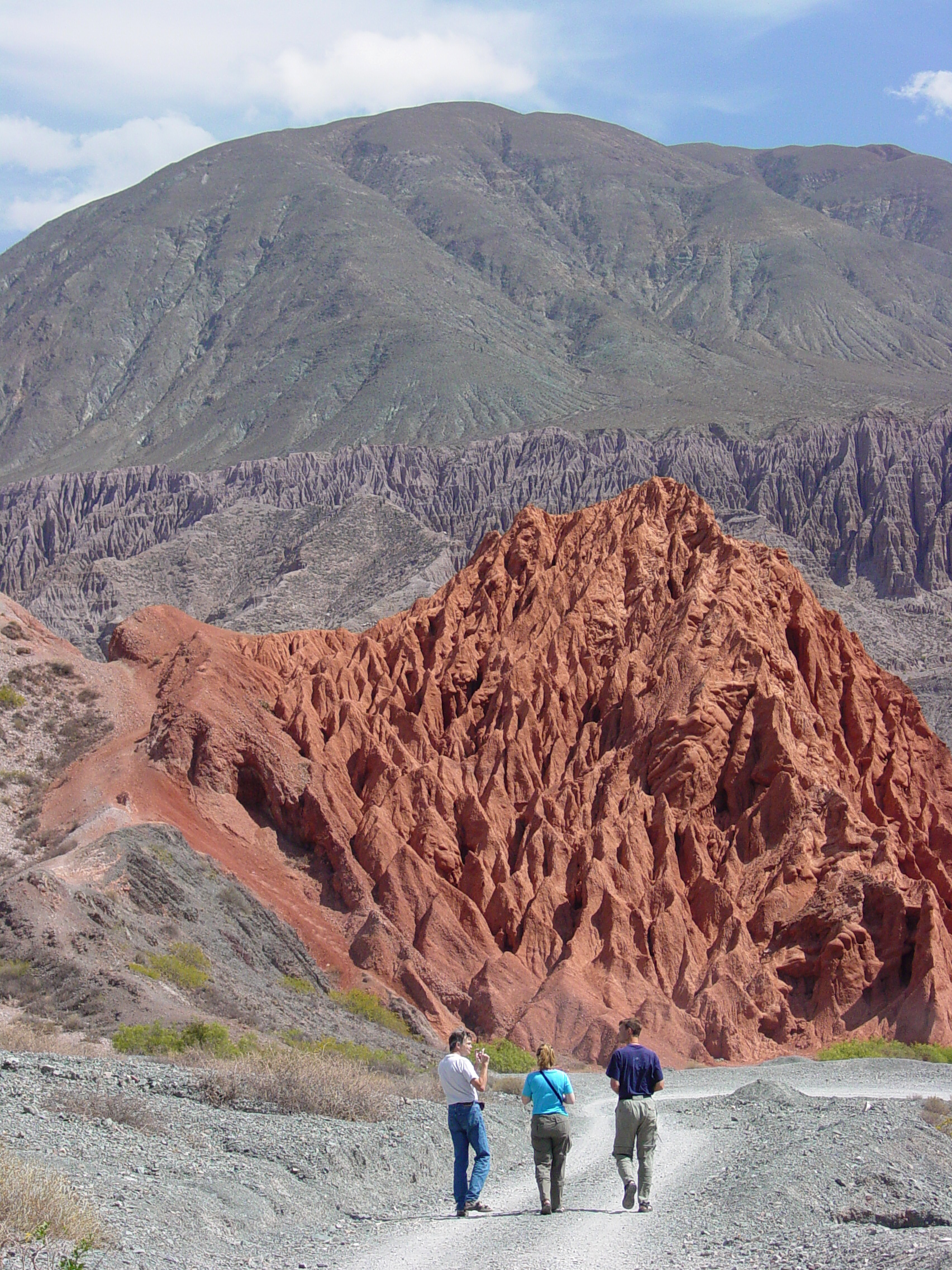
Alrededores de Purmamarca, Provincia fitogeográfica Prepuneña.

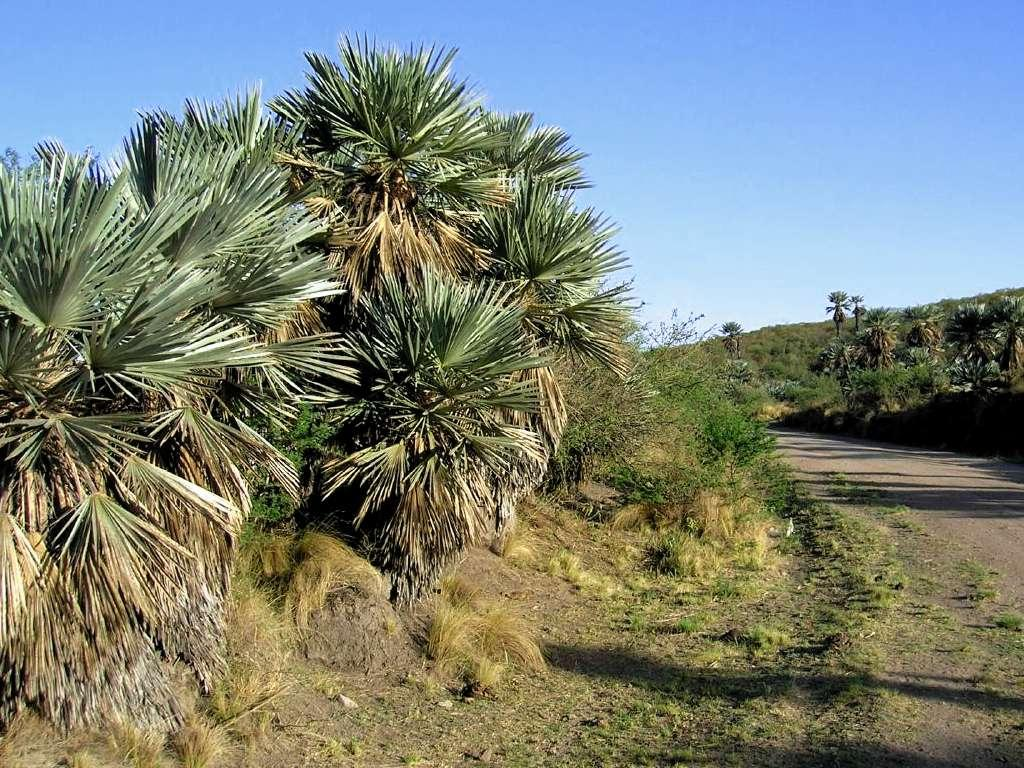
La palmera caranday.

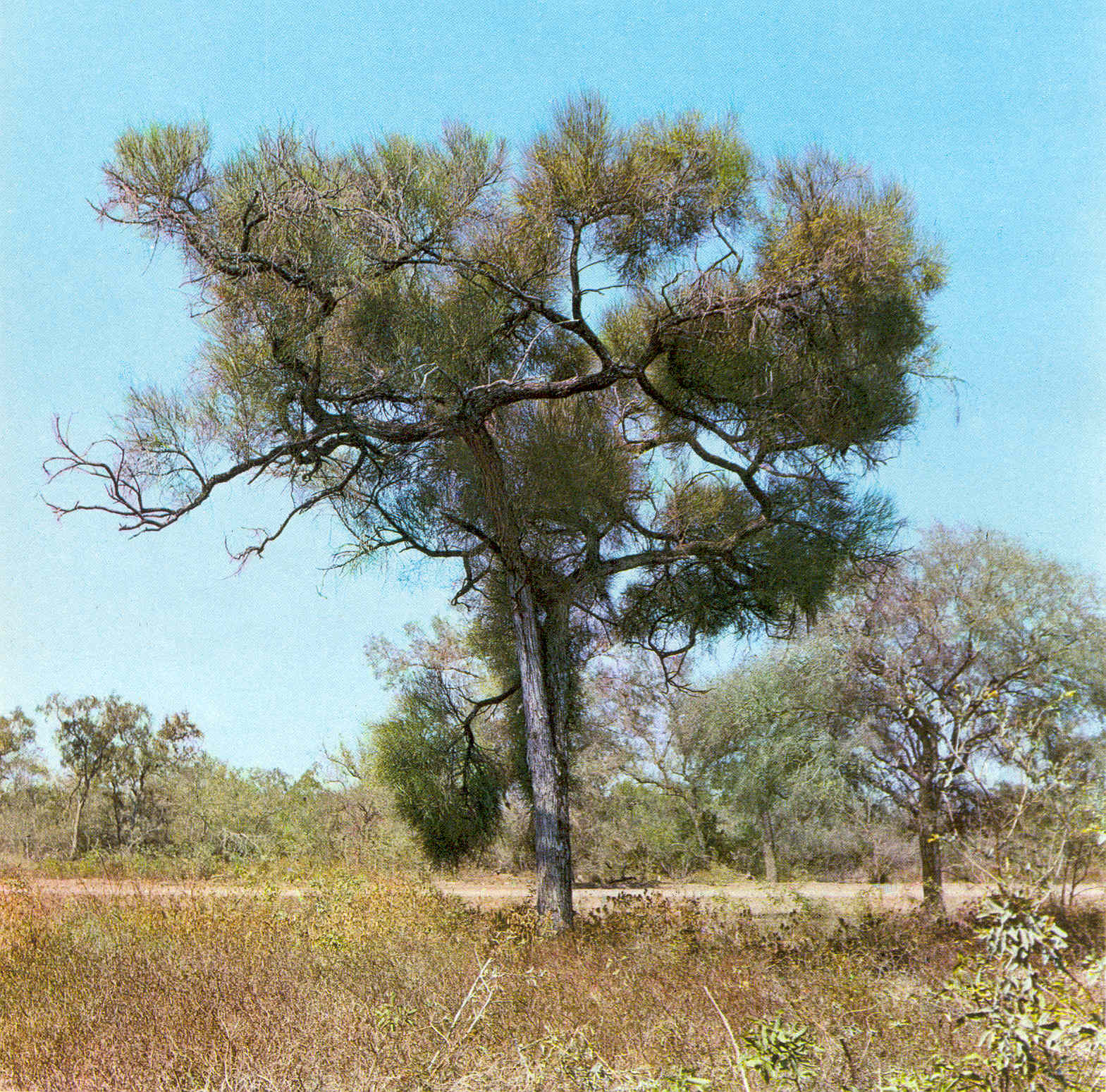
El itín, una especie arbórea típica de la Provincia fitogeográfica Chaqueña.

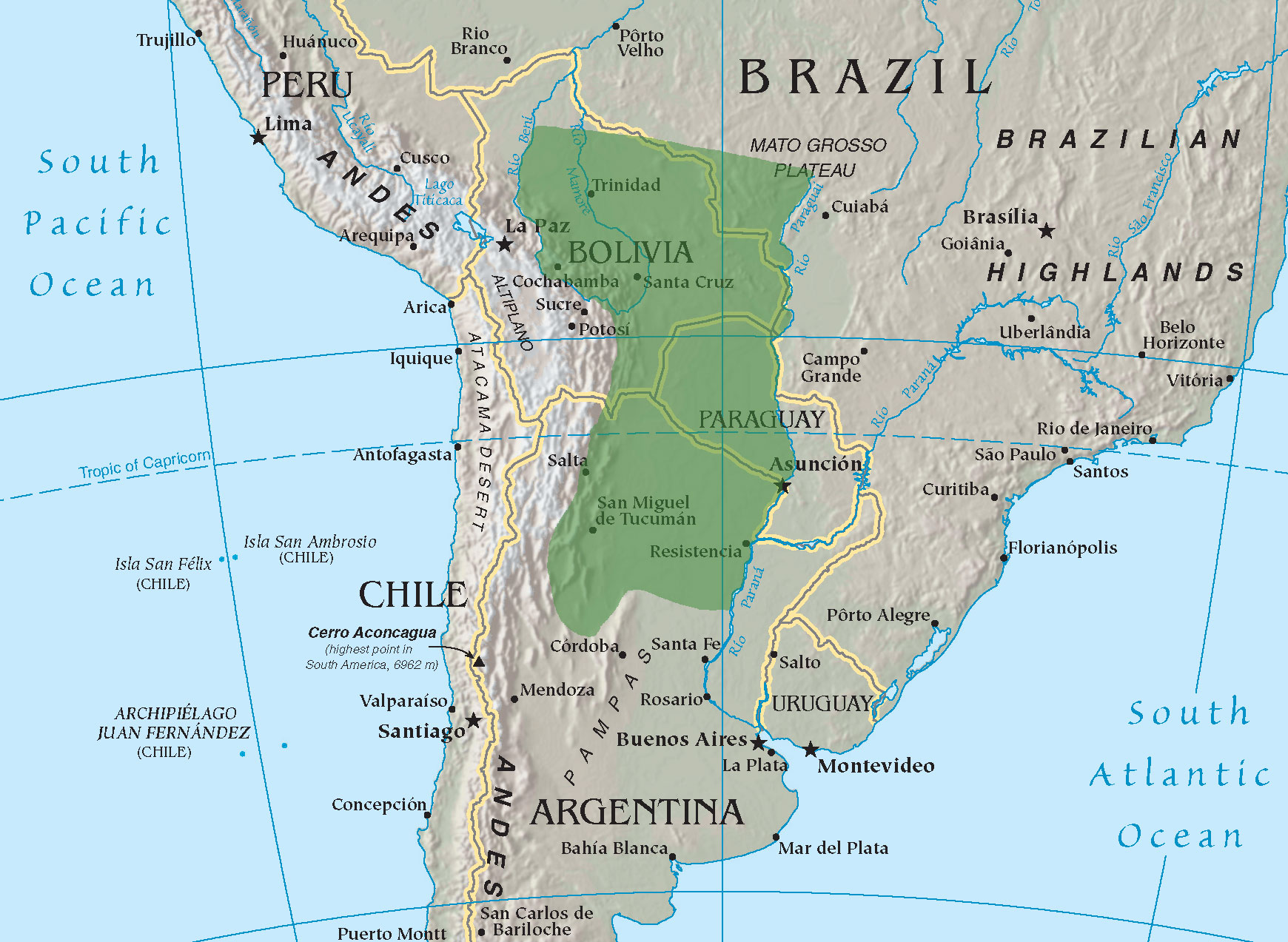
Provincia fitogeográfica Chaqueña.

El Dominio fitogeográfico Chaqueño es una de las grandes secciones en que se divide la región fitogeográfica Neotropical. Incluye formaciones de sabanas, estepas herbáceas y arbustivas, bosques xerófilos, matorrales, palmerales, esteros, selvas en galería, etc. Los límites de este dominio, en el que pueden distinguirse varias provincias fitogeográficas, son generalmente de transición, con amplias zonas de ecotono. Se distribuye por gran parte del centro de América del Sur.

## Distribución
Según la clasificación de Ángel Lulio Cabrera, el Dominio fitogeográfico Chaqueño comprende
dos áreas disyuntas, las que seguramente estuvieron unidas en épocas pasadas con climas favorables para sus elementos. La primera es la región de la Caatinga en el nordeste del Brasil, en los estados de Alagoas, Bahía, Ceará, Paraíba, Pernambuco, Río Grande del Norte, y Sergipe, junto a porciones de Minas Gerais y Piauí.
La segunda área comprende sectores siempre al este de la cordillera de los Andes, desde el centro del Brasil en el estado de Mato Grosso del Sur; el sudeste de Bolivia; el oeste y centro de Paraguay a ambos lados del río Paraguay; gran parte del Uruguay; y la mayor parte de las provincias de: Formosa, Chaco, Santiago del Estero, Corrientes, Entre Ríos, Santa Fe, Córdoba, San Luis, La Pampa, Provincia de Buenos Aires, Ciudad Autónoma de Buenos Aires, Río Negro; partes orientales de las provincias de Jujuy, Salta, Tucumán, Catamarca, La Rioja, San Juan, Mendoza, y Neuquén; y finalmente el nordeste del Chubut.
La altitud va desde el nivel marino en las costas en el océano Atlántico hasta los 3400 m s. n. m.

## Afinidades florísticas
Este Dominio fitogeográfico guarda alguna relación con la vegetación de los Dominios vecinos, en especial algunas de sus Provincias fitogeográficas las que suelen ser incluidas en uno u otro según el autor de que se trate. La Provincia fitogeográfica de la Caatinga suele sugerirse que sea insertada en el Dominio fitogeográfico Amazónico. Por el contrario, las Provincias fitogeográficas de Chile Central, del Desierto de Atacama, y Prepuneña, suelen ser discutida su reunión en este Dominio fitogeográfico. Asimismo, la Provincia fitogeográfica Pampeana suele proponerse para ser añadida al Dominio fitogeográfico Andino-Patagónico.

## Características
Si bien Dominio fitogeográfico presenta endemismos generalmente sólo a nivel de género y especie, es posible caracterizarlo por la abundancia y dominancia de algunas familias y géneros, los cuales o están ausentes fuera de él, o no poseen la importancia que adquieren aquí.

## Suelos
Los suelos se presentan en enorme cantidad de tipos distintos, pero en general los de las llanuras se presentan profundos, compuestos por materiales finos de tipo loéssico, limosos o arenosos; mientras que en los cordones serranos y montañosos abundan los suelos rocosos, pobres, áridos, poco evolucionados.
En todo el Dominio la salinidad suele estar presente en alguna capa o napa del suelo, y a veces se manifiesta desde la superficie generando, amplios sectores ocupados por salinas o estepas halófitas.
También son frecuentes las áreas con médanos vivos o semivivos, los que sostienen particulares comunidades de plantas sammófilas.

## Relieve
El relieve es muy variado, desde llanuras casi perfectas al nivel del mar, hasta altas laderas andinas, pasando por áreas onduladas, serranas, grandes humedales, etc.

## Clima
Incluye las regiones que presentan las máximas temperaturas absolutas de América del Sur, alrededor de 49 °C.
Las lluvias son muy variadas, desde 1500 mm hasta 50 mm.
La caatinga posee clima Tropical semiárido. La segunda área del Dominio posee varios tipos de clima semitropical en el norte, varios tipos de subtropical en el centro, y varias variedades del clima Pampeano en el sur. En el oeste se presentan climas de Tierra fría y Desérticos
Si bien su clima es variado, predominan los de tipo continental, con precipitaciones escasas a moderadas, veranos cálidos e inviernos suaves, acordes a su latitud y altitud, siendo sin heladas en la Caatinga, con heladas escasas en el centro, y con helas fuertes en el sur.

## Taxones principales
La vegetación de este Dominio es polimórfica. Las familias y géneros característicos de este Dominio fitogeográfico son:
- Fabaceae: Prosopis', 'Acacia, Caesalpinia, Geoffroea, Cercidium,
- Cannabaceae: Celtis
- Bromeliaceae: Dickya, Puya, Bromelia,
- Cactaceae: Opuntia, Cereus, Stetsonia, Quiabentia, Echinopsis,
- Zygophyllaceae: Bulnesia, Larrea, Plectrocarpa,
- Anacardiaceae: Schinopsis, Lithraea,
- Arecaceae: Trithrinax, Copernicia
- Solanaceae: Lycium, Grabowskia,
- Nyctaginaceae: Bougainvillea,
- Santalaceae: Jodina, Acanthosyris,
- Rhamnaceae: Scutia, Zizyphus
- Celastraceae: Gymnosporia, Schaefferia,
- Capparaceae:Capparis, Atamisquea,
- Asteraceae: Cyclolepis,
- Apocynaceae: Vallesia

## Provincias fitogeográficas
A este Dominio fitogeográfico es posible subdividirlo en varias Provincias fitogeográficas.
- Provincia fitogeográfica de la Caatinga
- Provincia fitogeográfica chaqueña
- Provincia fitogeográfica del espinal
- Provincia fitogeográfica del monte
- Provincia fitogeográfica pampeana
- Provincia fitogeográfica prepuneña